# Epiphragma (Epiphragma) trichomerum
Epiphragma (Epiphragma) trichomerum is een tweevleugelige uit de familie steltmuggen (Limoniidae). De soort komt voor in het Palearctisch gebied.